# جان میدوز رادول

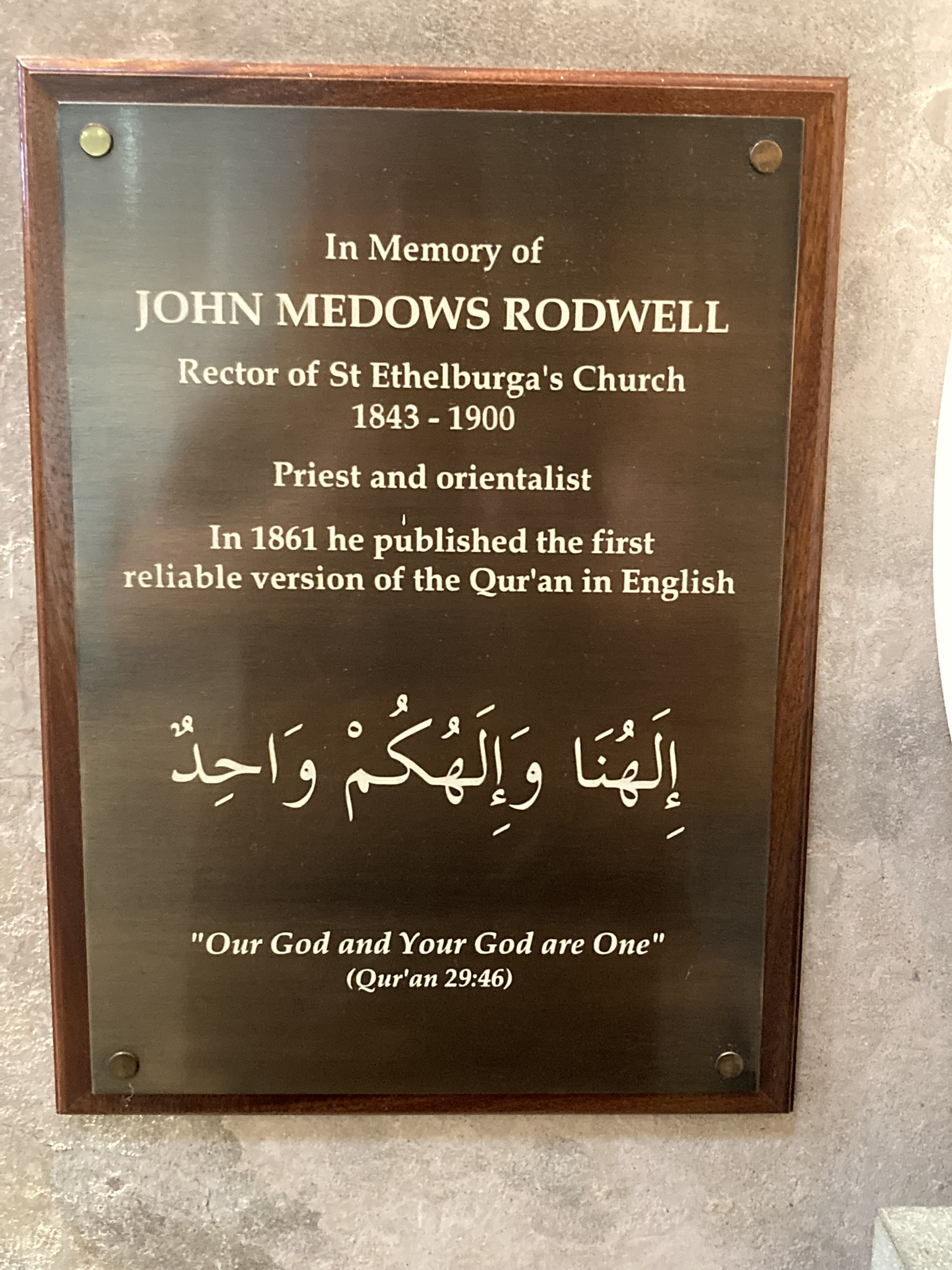
لوح یادبود جان میدوز رادول در کلیسای اتلبورگا - ۲۰۲۲

جان میدوز رادول (۱۸۰۸–۱۹۰۰) از دوستان چارلز داروین زمانی که هر دو در کمبریج تحصیل می‌کردند، بود. او یک کشیش انگلیسی کلیسای انگلستان و یک محقق علوم اسلامی شد. او به عنوان رئیس سنت پیترز، زعفران هیل، لندن ۱۸۳۶–۱۸۴۳ و رئیس سنت اتلبورگا، بیشاپسگیت، لندن از ۱۸۴۳ تا ۱۹۰۰ خدمت کرد. او و داروین پس از فارغ‌التحصیلی مکاتباتی را انجام دادند.

## ترجمه قرآن
ترجمه قرآن رادول برای اولین بار در سال ۱۸۶۱ منتشر شد.  در نسخه ترجمه شده رادول ترتیب سوره‌ها بر اساس زمان تغییر کرده بود ولیکن در سال ۱۹۹۴ ترتیب به سنتی اسلامی که از بزرگ به کوچک است بازگشت. مقدمه منسوخ رادول و یادداشت‌های مقدماتی دیوید سموئل مارگولیوث با مقدمه جدیدی توسط آلن جونز جایگزین شده‌است و برخی از یادداشت‌های منسوخ رادول نیز حذف شده‌اند. به گفته جونز، هنگام مقایسه با ترجمه‌های قرآن دیگر نظیر سیل (۱۷۳۴)، پالمر (۱۸۸۰)، پیکتال (۱۹۳۰)، بل (۹–۱۹۳۷) و آربری (۱۹۵۵)، نقاط قوت ترجمه رادول در «روش قرن نوزدهمی» آن، رویکرد پوزیتیویستی قرن» و ارجاع بسیار بهتر او به متون کتاب مقدس، که «برای درک انسان از قرآن بسیار مهم است» نهفته‌است.